# Stellifer rastrifer
Stellifer rastrifer es una especie de pez de la familia Sciaenidae en el orden de los Perciformes.

## Morfología
• Los machos pueden llegar alcanzar los 20 cm de longitud total.

## Alimentación
Come principalmente pequeños crustáceos.

## Depredadores
En la Guayana Francesa es depredado por Hexanematichthys Proops y en Brasil por Pterengraulis atherinoides .

## Hábitat
Es un pez de clima tropical y demersal que vive hasta los 40 m de profundidad.

## Distribución geográfica
Se encuentra en el  Atlántico occidental: desde Colombia hasta el sur del Brasil y el Uruguay.